# Luis Née
Luis Née (1734 - 1807) fue un botánico franco-español que tomó parte en la Expedición Malaspina, entre 1789 y 1794, a la costa pacífica de América del Norte y a Australia.
Identificó y nombró 38 nuevas especie de plantas (IPNI).
- La abreviatura «Née» se emplea para indicar a Luis Née como autoridad en la descripción y clasificación científica de los vegetales.[3]

## Algunas publicaciones
- alessandro Malaspina, ricardo cerezo Martínez, luis Nee, tadeo Haenke, Antonio Pineda Ramírez, José de Bustamante y Guerra. 1992. La Expedición Malaspina: 1789 - 1794. Descripciones y reflexiones políticas. Volumen 7. Ed. Lunwerg. 253 pp. ISBN 84-7782-003-1

- luis Neé, Félix Muñoz Garmendía. 1992. La expedición Malaspina, 1789-1794: Diarios y trabajos botánicos de Luis Nee. Ed. Ministerio de Defensa. 416 pp. ISBN 84-7782-003-1

- Thomas Vaughan, E.A.P. Crownhart-Vaughan, Mercedes Palau de Iglesias, "Voyages of Enlightenment - Malaspina on the Northwest Coast, 1791/1792", Oregon Historical Society, Portland, Oregon, 1977, 62 p., SBN

## Honores

### Epónimos
Género
- (Nyctaginaceae) Neea Ruiz & Pav.[4]

Especies
- (Apiaceae) Eryngium neei M.Mend.[5]
- (Asclepiadaceae) Cynanchum neei Morillo[6]
- (Asclepiadaceae) Jobinia neei (Morillo) Liede & Meve[7]
- (Asteraceae) Mikania neei W.C.Holmes[8]
- (Asteraceae) Oyedaea neei Pruski[9]
- (Chenopodiaceae) Sarcocornia neei (Lag.) M.A.Alonso & M.B.Crespo[10]
- (Convolvulaceae) Convolvulus neei Spreng.[11]
- (Dilleniaceae) Davilla neei Aymard[12]
- (Fabaceae) Lonchocarpus neei M.Sousa[13]
- (Lecythidaceae) Eschweilera neei S.A.Mori[14]
- (Lomariopsidaceae) Elaphoglossum neei M.Kessler & Mickel[15]
- (Malvaceae) Pavonia neei Fryxell[16]
- (Myrtaceae) Eugenia neei Merr.[17]
- (Rubiaceae) Coussarea neei Dwyer[18]
- (Sapindaceae) Serjania neei Acev.-Rodr.[19]
- (Symplocaceae) Symplocos neei B.Ståhl[20]
- (Verbenaceae) Verbena neei Moldenke[21]
- (Vitaceae) Cissus neei Croat[22]